# 湯涌ぼんぼり祭り
湯涌ぼんぼり祭り（ゆわくぼんぼりまつり）は、石川県金沢市湯涌温泉にて2011年より開催されている祭りである。

## 概要

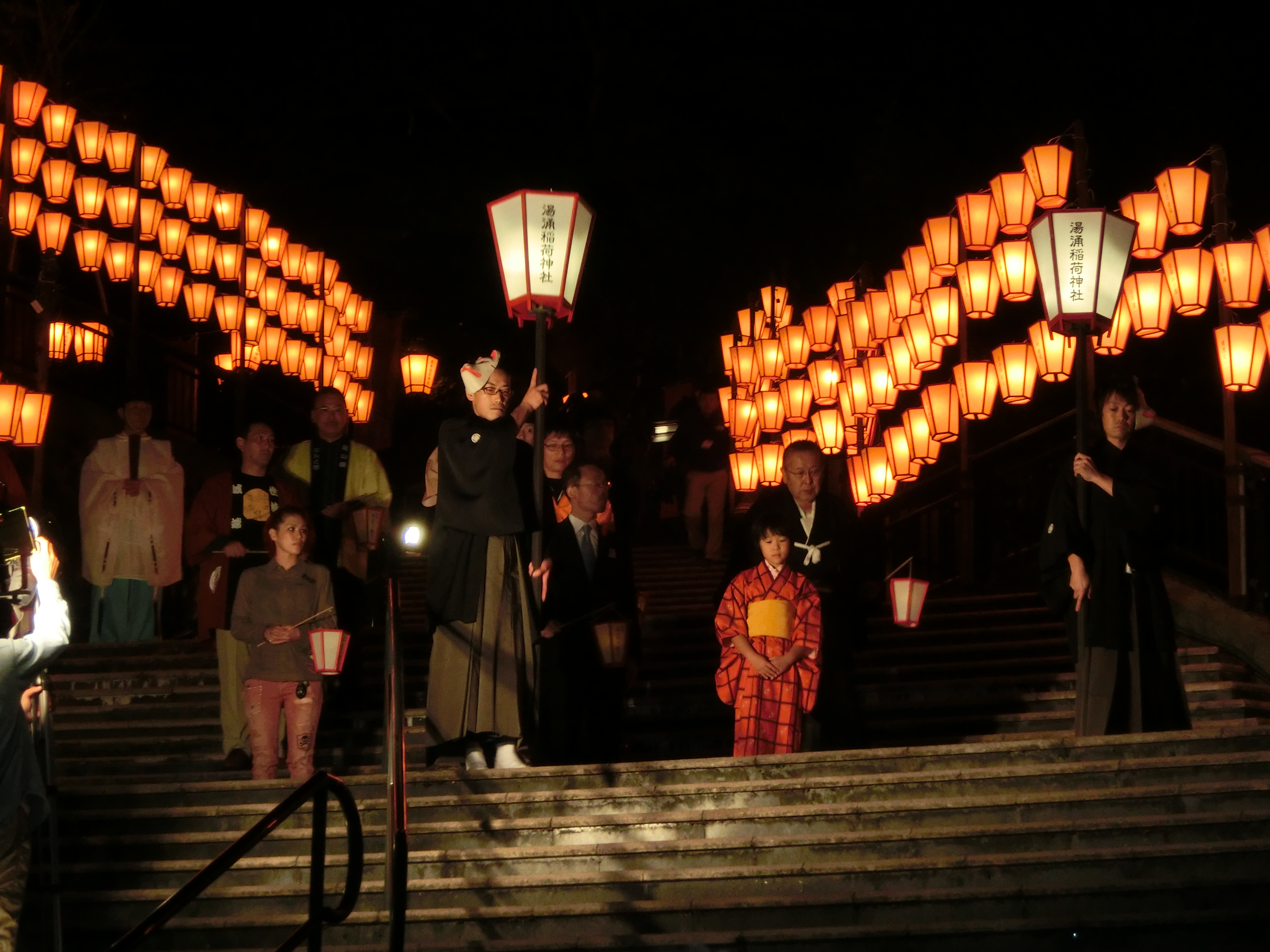
第2回ぼんぼり祭りでの神送の儀の様子

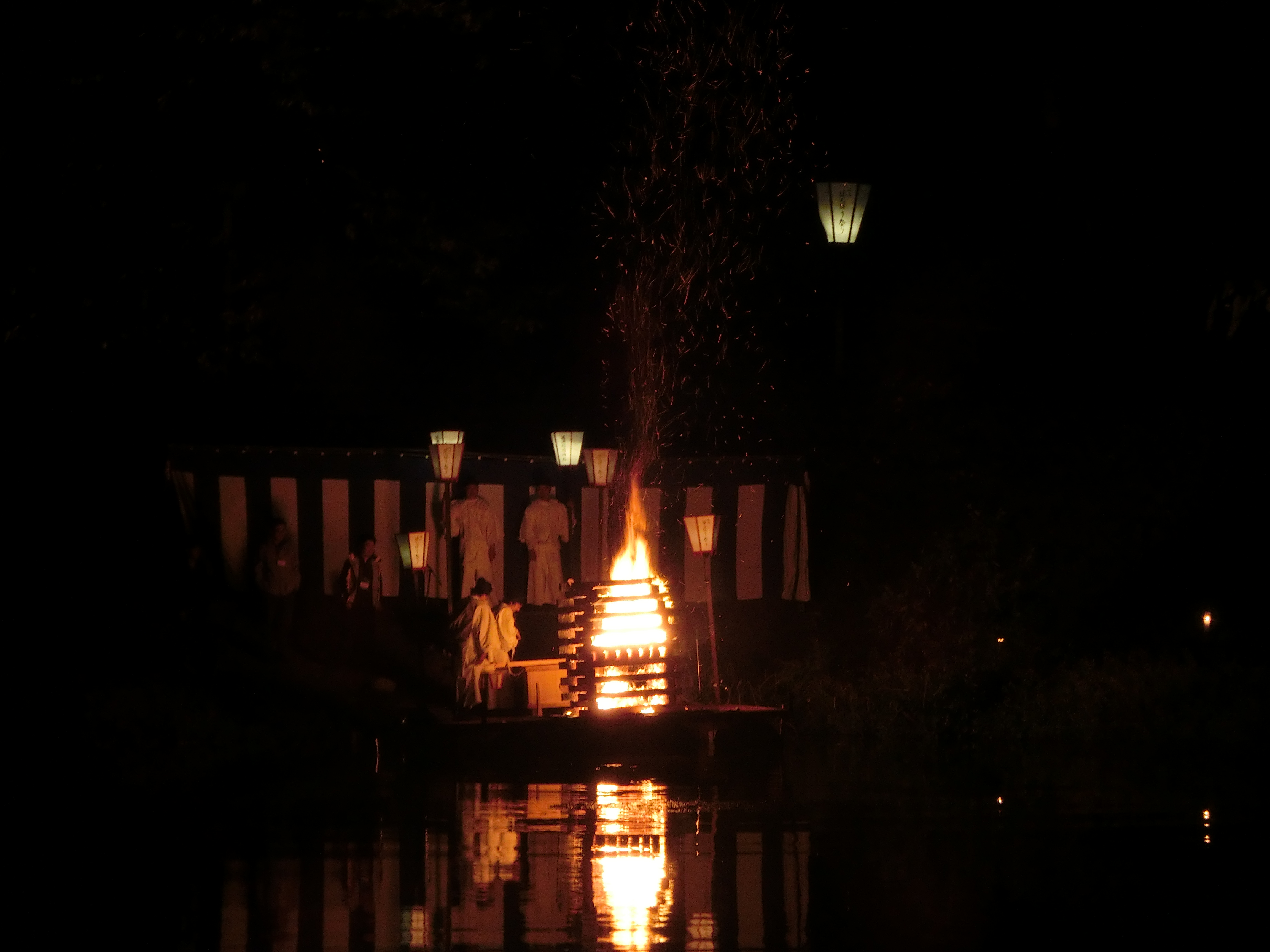
第2回ぼんぼり祭りでののぞみ札焚き上げの様子

2011年に放送されたテレビアニメ『花咲くいろは』劇中に登場する主要舞台のモデルとなった湯涌温泉（劇中では「湯乃鷺温泉」）は、放送開始以降多くのアニメファンが訪れる、いわゆる、サブカルチャーによる聖地巡礼の名所となった。開始当初は地元でも認知度が低かったことから「作中のシーンをまねるファン」の光景などを地元民でさえ不思議がっていたが、次第にインターネット上でうわさが広まり、エンドロールに協力地として明記されたことから、2011年のゴールデンウイークには宿泊予約が相次いだ。
そして大々的にタイアップ事業を展開する湯涌温泉では、劇中に登場する架空の神事「ぼんぼり祭り」も観光協会は「きれいな祭りだ」として、アニメ制作会社・ピーエーワークスの協力を得て2011年秋に開催する事を決定する。なお、本行事は2008年7月28日に発生した浅野川水害からの復興3周年記念イベントの一環としての性格も持つが、同協会は恒例行事としての定着を狙っていた。
毎年7月から約300基のぼんぼりを設置、10月の連休に祭事を行っている。温泉街入口から湯涌稲荷神社を通り、お焚き上げの儀を行う玉泉湖までの約500メートルを隊列の行列が進む形式である。
開催初年となった2011年は主催者発表によると約5000人が集まった。この模様の一部はUstreamで生中継され、延べ1万4000人を超える視聴があった。結果、東日本大震災の影響による減少があったにもかかわらず、2011度における湯涌温泉の入り込み客数は62,261人と前年度を7.4パーセント上回ったことが湯涌温泉観光協会から発表されている。北陸新幹線・長野 - 金沢開業後の2015年の祭りには初回の2.8倍近くの1万4000人が来場した。
「地域に根付く祭りにすること」にこだわり、宿のサービスも敢えてアニメと連携したものは設定しなかった所もファンの好評を得た。毎年春に日程を発表するや否や湯涌温泉中の旅館が満室になるほどとなり、ファンのみならずカップルや家族連れ、祭りがアニメ発祥と知らない人たちも多数訪れる行事となった。

### 歴史
2011年
- 4月3日 - 『花咲くいろは』放送開始。
- 7月23日 - 「ぼんぼり点灯式」、「のぞみ札奉納」を開催。
- 9月25日 - 『花咲くいろは』放送終了。
- 10月9日 - 「湯涌ぼんぼり祭り」が開催。第1回という言葉はついていなかった。来場者数は約5000人。

2012年
- 7月22日 - 「ぼんぼり点灯式」、「のぞみ札奉納」を開催。
- 10月6日 - 「第2回湯涌ぼんぼり祭り」が開催。来場者数は約7000人。

2013年
- 7月21日 - 「ぼんぼり点灯式」、「のぞみ札奉納」を開催。
- 10月12日 - 「第3回 湯涌ぼんぼり祭り」が開催。来場者数は約10000人。

2014年
- 7月21日 - 「ぼんぼり点灯式」、「のぞみ札奉納」を開催。
- 10月11日 - 「第4回 湯涌ぼんぼり祭り」が開催。来場者数は約12000人。

2015年
- 7月20日 - 「ぼんぼり点灯式」、「のぞみ札奉納」を開催。
- 10月10日 - 「第5回 湯涌ぼんぼり祭り」が開催。来場者数は約14000人。

2016年
- 7月18日 - 「ぼんぼり点灯式」、「のぞみ札奉納」を開催。
- 10月9日 - 「第6回 湯涌ぼんぼり祭り」が開催。来場者数は約15000人。

2017年
- 7月17日 - 「ぼんぼり点灯式」、「のぞみ札奉納」を開催。
- 10月8日 - 「第7回 湯涌ぼんぼり祭り」が開催。来場者数は約15000人。

2018年
- 7月22日 - 「ぼんぼり点灯式」、「のぞみ札奉納」を開催。
- 10月7日 - 「第8回湯涌ぼんぼり祭り」、台風25号の影響により翌日に順延して縮小開催。来場者数は約6000人。

2019年
- 7月21日 - 「ぼんぼり点灯式」、「のぞみ札奉納」を開催。
- 11月2日 - 「第9回湯涌ぼんぼり祭り」、台風19号の影響により10月12日から順延して縮小開催。来場者数は約8000人。

2020年
- 5月2日 - 新型コロナウイルスの影響により、開催中止を発表。

2021年
- 6月5日 - 新型コロナウイルスの影響により、開催中止を発表。
- 8月20日 - 「湯涌ぼんぼり祭り」の10周年を記念した書籍『湯涌ぼんぼり祭り2011-2021 〜アニメ「花咲くいろは」と歩んだ10年〜』を発売。

2022年
- 7月17日 - 「ぼんぼり点灯式」、「のぞみ札奉納」を開催。
- 10月22日 - 「第10回湯涌ぼんぼり祭り」が開催。新型コロナウイルス感染症拡大防止のため、参加者は湯涌温泉宿泊者・個人協賛者・一般入場券購入者に限られた。

2023年
- 7月16日 - 「ぼんぼり点灯式」、「のぞみ札奉納」を開催。
- 10月21日 - 「第11回湯涌ぼんぼり祭り」が開催。来場者数は約3000人。

2024年
- 7月14日 - 「ぼんぼり点灯式」、「のぞみ札奉納」を開催。
- 10月19日 - 「第12回湯涌ぼんぼり祭り」が開催。

## 祭りの特徴
奉られている神様は狐を従えた小さな女の子で、そのためすぐに迷子になってしまう。神無月、日本中の神様が出雲へと帰っていく日に、神様が進むべき道を迷子にならないよう、ぼんぼりをかざし、道しるべを作る。そのお礼に女の子の神様がのぞみ札に書かれた皆の願いを出雲の八百万神の元へと届けるためのお祭り。
ぼんぼり点灯式
毎年7月20日頃に行われる。 湯涌稲荷神社境内および扇階段にぼんぼりを点灯し、「のぞみ札かけ」が設置される。
ぼんぼり点灯期間
点灯式からぼんぼり祭りまでの期間中は、19:00から22:00までぼんぼりが点灯される。
ぼんぼり祭り
10月10日頃に行われる。各種イベントのほか、夕方より湯涌稲荷神社にて神迎え式、神送り行列、神送り式が執り行われたのち、境内ののぞみ札が玉泉湖にてお焚き上げが行われる。